# Alvis TC 21
Der Alvis TC 21 ist ein Oberklassefahrzeug des ehemaligen britischen Automobilherstellers Alvis Cars, das zur Alvis Three Litre Series gehört. Das Modell debütierte Anfang 1953 als Limousine und löste den seit 1950 produzierten TA 21 ab. Eine weiterentwickelte, nunmehr auch als Cabriolet erhältliche Variante erschien bereits im Herbst 1953 als Alvis TC 21/100, für den sich die inoffizielle Bezeichnung Grey Lady etabliert hat. Die TC-21-Modelle sind die letzten Alvis-Fahrzeuge mit einem Karosseriedesign, das seinen Ursprung in der Vorkriegszeit hat.

## Entstehungsgeschichte
Das 1919 gegründete Unternehmen Alvis etablierte sich in den Zwischenkriegsjahren schnell als erfolgreicher Hersteller von Oberklassefahrzeugen, die sportliche Fahrleistungen boten und von hoher handwerklicher Qualität waren. Die Werksanlagen wurden während des Zweiten Weltkriegs vollständig zerstört. Ungeachtet dessen nahm Alvis 1946 die Automobilproduktion in zunächst improvisiertem Umfeld wieder auf. Im Programm stand in den ersten Jahren der Alvis TA 14, der weitgehend mit dem 1937 vorgestellten 12/70 übereinstimmte und im Werk als bloßes Interimsmodell angesehen wurde. 1950 ersetzte Alvis den TA 14 durch den TA 21, für den ein neuer, geringfügig größerer Rahmen und neuer Reihensechszylindermotor konstruiert wurde. Der TA 21 war als geschlossener Saloon mit Mulliners-Karosserie und als offenes Drophead Coupé mit Tickford-Aufbau erhältlich; die Karosserien erinnerten stilistisch stark an die des TA 14, die ihrerseits ihren Ursprung im Vorkriegsdesign haben.
Anfängliche Planungen aus dem Jahr 1952 sahen vor, den TA 21 im Sommer 1956 durch die völlig neu konstruierte Limousine TA 350 mit selbsttragender Karosserie im Pontonstil und Achtzylinder-V-Motor zu ersetzen, die unter der Leitung von Alec Issigonis entwickelt wurde. Die Zeit bis zu seinem Erscheinen sollte eine leicht überarbeitete Version des TA 21 überbrücken. Diese Lückenfüllerfunktion übernahm der Alvis TC 21, der im Frühjahr 1953 auf den Markt kam. Der wesentlichste Unterschied zum TA 21 betraf den Motor, der im TC 21 deutlich leistungsstärker war. Bereits ein halbes Jahr später brachte Alvis eine in Details verbesserte Version des TC 21 heraus, die ab Oktober 1953 als TC 21/100 vermarktet wurde. Formal standen der TC 21 und der TC 21/100 bis 1955 nebeneinander im Programm; tatsächlich wurden aber ab 1954 nur noch TC 21/100 gebaut. Eine Roadster-Version in der Tradition des TB 21, der noch als Schwestermodell des TA 21 erhältlich gewesen war, gab es neben dem TC 21 nicht mehr.
Im letzten Baujahr des TC 21/100 geriet Alvis in eine schwere Krise. 1955 zerbrach einerseits unvorhergesehen die Verbindung zu den Karosserieherstellern Mulliners und Tickford, ohne dass Alvis einen Ersatz hatte; andererseits war das Projekt TA 350 finanziell aus dem Ruder gelaufen und musste aufgegeben werden. Daraufhin erwog die Unternehmensleitung im Sommer 1955 die dauerhafte Einstellung der Automobilproduktion. Letztlich entwickelte Alvis zusammen mit dem Schweizer Karosseriehersteller Graber den TC 108/G, mit dem der Bau von Automobilen ab 1956 jedenfalls in geringen Stückzahlen fortgesetzt werden konnte. Der TC 108/G wurde zum Ausgangspunkt der Neuausrichtung der Three-Litre-Serie.

## Bezeichnung
Das Auto wurde in der Werbung vielfach lediglich als Alvis Three Litre bezeichnet. Der Code TC 21 kam im Laufe der Produktionszeit hinzu. Er setzt die 1950 mit dem TA 21 begonnene und 1951 mit dem TB 21 ergänzte Reihe alphabetisch konsequent fort. Einer Quelle zufolge kann das TC auch als Abkürzung von „Twin Carburettors“ gelesen werden, also als Hinweis darauf, dass der Motor dieser Modellversion mit zwei Vergasern ausgestattet ist.

## Modellbeschreibung TC 21

### Fahrwerk
Chassis und Fahrwerk des TC 21 stimmen mit dem des TA 21 überein. Grundlage ist ein aus miteinander verschweißten Stahlrohren bestehender Kastenrahmen mit seitlichen Auslegern zwischen Vorder- und Hinterrädern. Wie beim TA 21 beträgt der Radstand 2832 mm. Vorn ist eine Doppelquerlenkerachse mit Schraubenfedern und Teleskopdämpfern von Girling eingebaut, hinten eine Starrachse mit Blattfedern.

### Motor und Kraftübertragung
Der TC 21 hat ebenso wie der TA 21 einen 2993 cm³ (Bohrung × Hub: 84 × 90 mm) großen Reihensechszylindermotor mit untenliegender Nockenwelle und zwei hängenden Ventilen pro Zylinder. Anstelle des Solex-Vergasers, der anfänglich serienmäßig in den TA-21-Modellen zum Einsatz kam, hat der TC 21 zwei SU-Vergaser (Typ H4), durch die die Motorleistung im Vergleich zum Vorgänger um 21 auf 104 bhp steigt. Die gleiche Motorisierung findet sich auch im TC 21/100.

### Karosserie

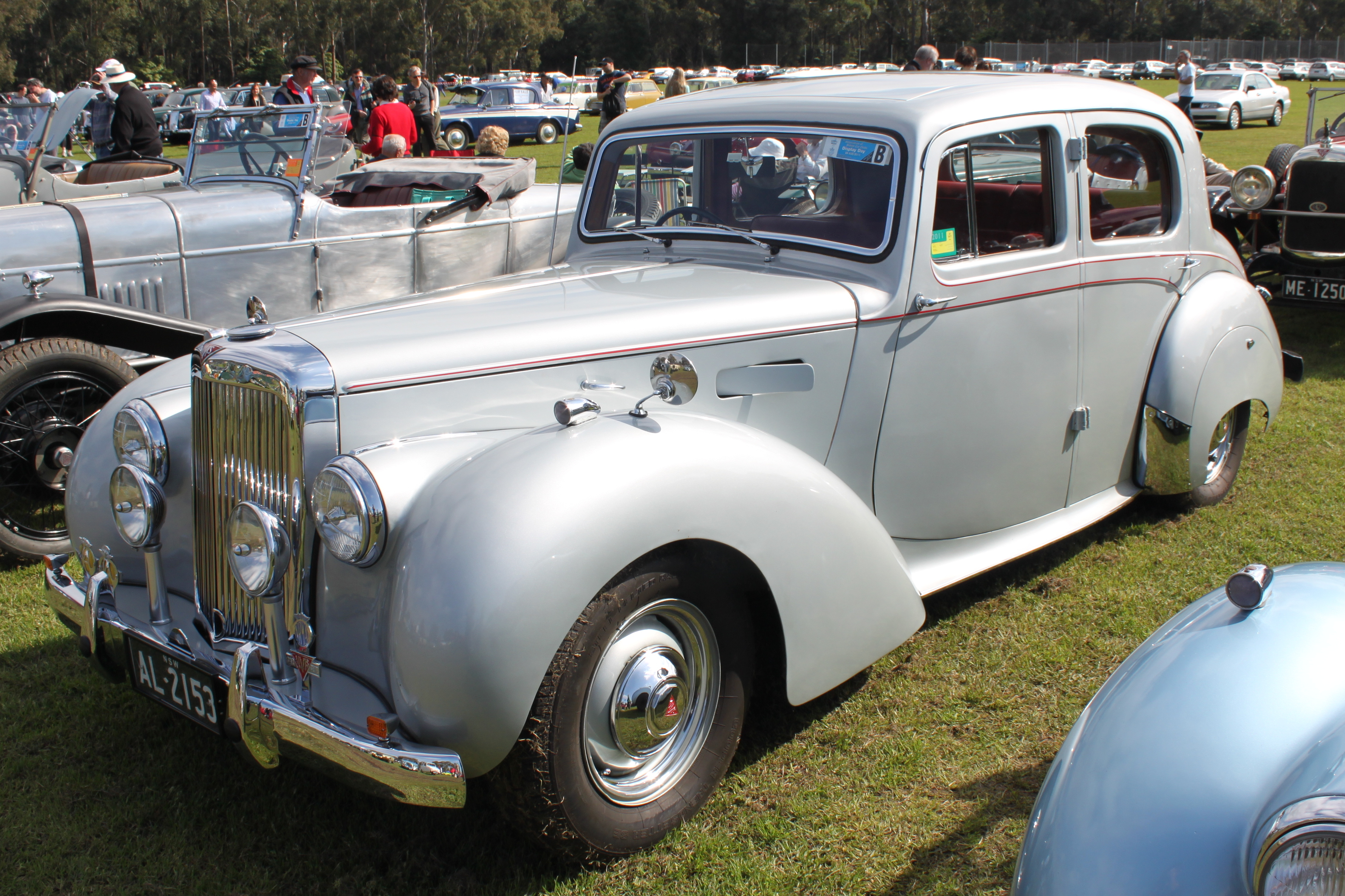
Alvis TC 21

Der Alvis TC 21 war anfänglich nur als geschlossener Viertürer (Saloon) erhältlich. Stilistisch und technisch stimmt der bei Mulliners of Birmingham hergestellte Aufbau mit dem des TA 21 vollständig überein. Der Aufbau besteht aus Stahlblechen, die an einem Holzgerüst befestigt sind. Kennzeichnende Merkmale des konservativen, teilweise als „entsetzlich altmodisch“ und „selbst nach damaligen Maßstäben als anachronistisch“ empfundenen Entwurfs sind frei stehende, geschwungene Kotflügel vorn, seitliche Trittbretter und Vordertüren, die an der B-Säule angeschlagen sind. Die Türscharniere sind außenliegend an der B-Säule angebracht; erst mit dem TC 21/100 von 1954 wurden sie innenliegend verdeckt montiert. Die hinteren Radausschnitte sind zum Teil abgedeckt. Die vorderen Scheinwerfer sind in eine Metallverkleidung zwischen Kotflügeln und Kühlermaske eingebunden. Zusatzscheinwerfer stehen auf hohen Stelzen.

## Modellbeschreibung TC 21/100Grey Lady

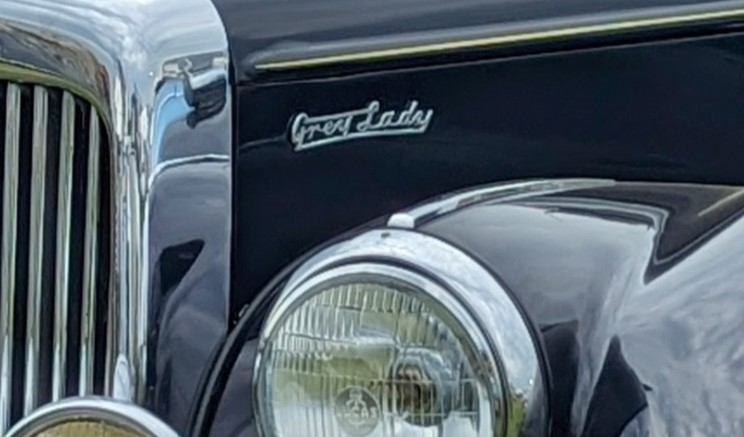
Optionaler Grey-Lady-Schriftzug auf einem TC 21/100 Saloon von 1955

Auf der Earls Court Motor Show im Oktober 1953 stellte Alvis mit dem TC 21/100 eine weiterentwickelte Version des laufenden Modells vor, die sich durch einige technische und optische Änderungen von den ersten TC 21 unterscheidet. Die Modellbezeichnung TC 21/100 weist auf die Höchstgeschwindigkeit von 100 mph (161 km/h) hin, die diese Variante zuverlässig erreicht.
Der TC 21/100 trägt auch den Beinamen Grey Lady (graue Dame). Er ist auf den damaligen Verkaufsdirektor von Alvis Cars zurückzuführen, der das 1953 in Earls Court gezeigte, in Grautönen lackierte und mit grauer Innenausstattung versehene Ausstellungsstück zunächst inoffiziell so bezeichnete. Später griff die Presse die Bezeichnung auf, und auch Alvis selbst übernahm sie zeitweise.

### Motor und Kraftübertragung
Zu den technischen Besonderheiten des TC 21/100 gehört ein neu konstruierter Zylinderkopf mit einem von 7 : 1 auf 8 : 1 erhöhten Verdichtungsverhältnis. Abgesehen davon blieb der Motorblock unverändert. Mit Blick auf eine höhere Endgeschwindigkeit modifizierte Alvis außerdem die Hinterachsübersetzung.

### Karosserie
Der TC 21/100 war weiterhin mit geschlossener Karosserie als Saloon erhältlich; außerdem stand mit Einführung des TC 21/100 auch wieder ein offener Viersitzer im Programm.
Der TC 21/100 Saloon wurde wiederum bei Mulliners gebaut. Die Karosserie entspricht weitestgehend der des einfachen TC 21. Allerdings sind die Türscharniere beim TC 21/100 nun innenliegend eingebaut, sodass sie von außen bei geschlossenen Türen nicht mehr zu sehen sind. Hierzu war eine Änderung des Gerüsts, an dem die Karosserie befestigt ist, erforderlich. Auf Wunsch waren außerdem einige Detailänderungen erhältlich, die den TC 21/100 vom einfachen TC 21 unterscheidbar machten. Dazu gehören Drahtspeichenräder, zwei aufgesetzte Lufteinlässe auf der Motorhaube sowie ein Grey-Lady-Schriftzug an den vorderen Flanken. Sie finden sich bei vielen, aber nicht bei allen TC 21/100.
Die Karosserie des wieder eingeführten TC 21/100 Drophead Coupé entsprach weitgehend der des offenen TA 21 und wurde ebenso wie sie bei Tickford in Newport Pagnell hergestellt. Die zusätzlichen Karosseriedetails, die beim Saloon erhältlich waren, konnten auch beim Drophead Coupé bestellt werden.

### Zwischenversionen
Der Übergang vom TC 21 zum TC 21/100 vollzog sich schrittweise. Außerdem wurden einige TC 21 nachträglich zum TC 21/100 durch den Einbau eines neuen Motors oder durch optische Details aufgewertet, sodass eine klare Abgrenzung der beiden Varianten nur begrenzt möglich ist.

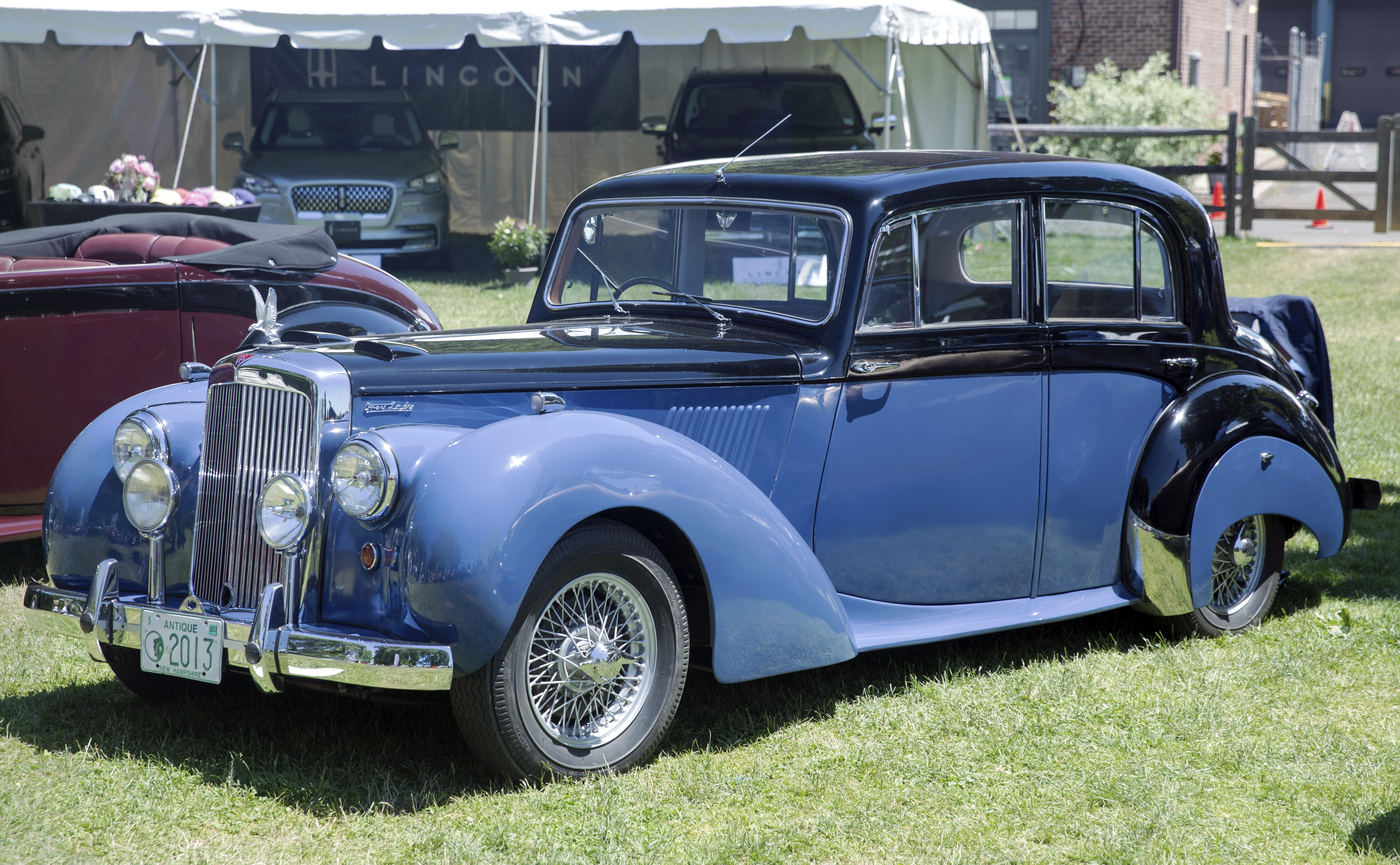
Alvis TC 21/100 Saloon
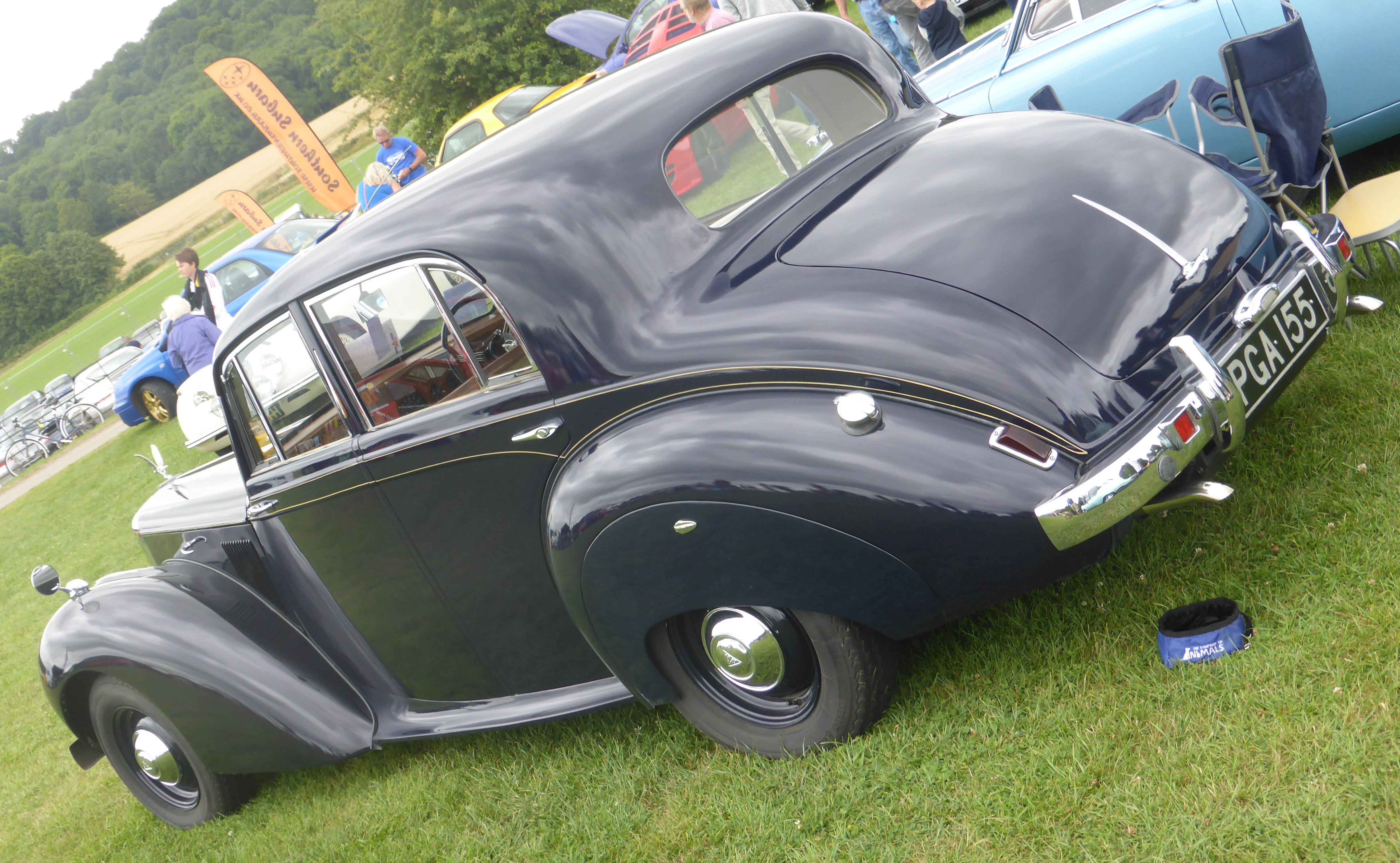
Heckpartie der Grey Lady
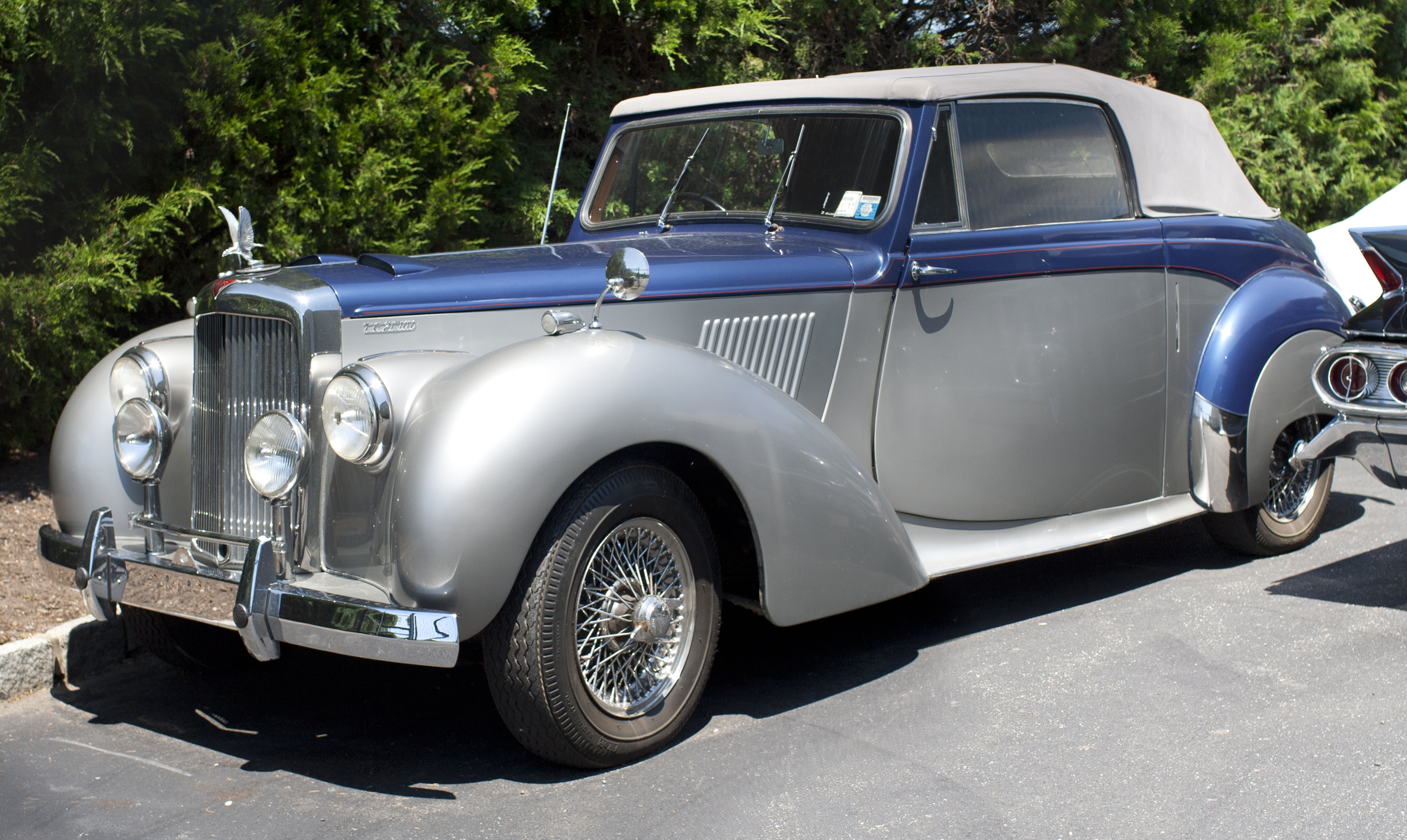
Alvis TC 21/100 Drophead Coupé
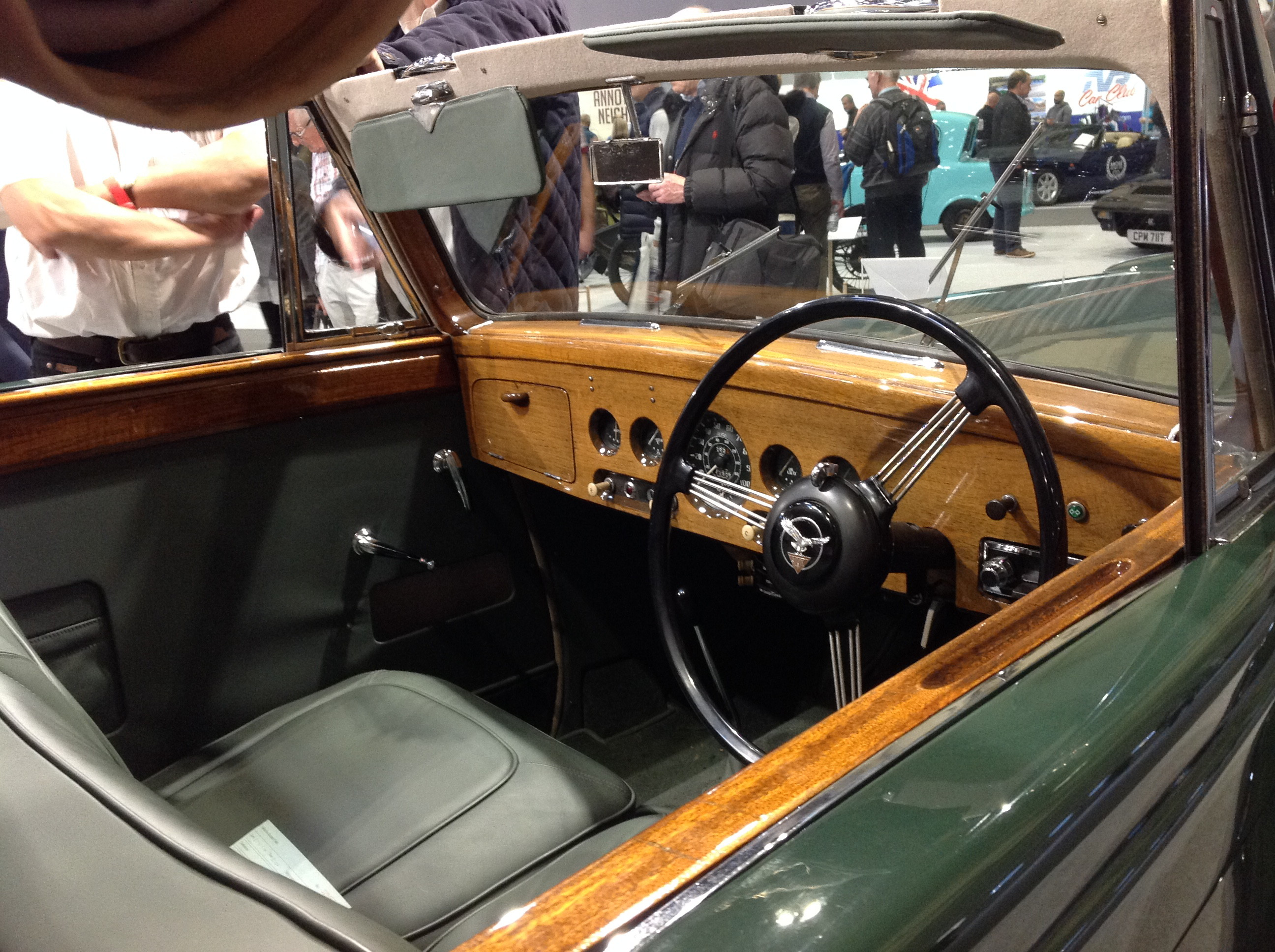
Interieur eines 21/100 Drophead Coupé

## Produktion
Von 1953 bis 1955 entstanden insgesamt 727 Autos der Baureihen TC 21 und TC 21/100; davon hatten 100 Cabriolet-Karosserien. Der letzte TC21 mit Mulliners-Aufbau wurde im Sommer 1955 fertiggestellt.